# Bessé'

La calavera de Bessé, fragmentada, entre dos piedras grandes.

Bessé' (pronunciado bur-sek  ) es el nombre que recibe el fósil prehistórico de una mujer joven de más de 7.200 años encontrado en la isla indonesia de Célebes . Descubierto en Leang Panninge ("cueva de murciélagos" en idioma buginés) en la Regencia Maros por arqueólogos de la Universidad de Hasanuddin en 2015, su descripción y estudio, incluyendo la secuenciación de su genoma, se publicó en Nature en 2021. Al ser el primer resto humano descubierto perteneciente al pueblo toaleano, aporta un conocimiento fundamental acerca de la cultura humana y la migración durante el Holoceno de Asia. El apodo procede de la costumbre de los bugis de llamar cariñosamente a sus hijas recién nacidas.

## Descubrimiento

Excavación en Leang Panninge en 2019 que muestra el lugar de sepultura.

El interior de la tumba que muestra la posición del entierro.

En los últimos años, el sur de Célebes (Sulawesi en el idioma local) ha sido un foco de exploración arqueológica para comprender la cultura toaleana. El equipo de investigación de Balai Arkeologi Sulawesi Selatan (Centro Arqueológico de Célebes del Sur) dirigido por Akin Duli de la Universidad de Hasanuddin, Célebes, exploró por primera vez Leang Panninge en 2015. En las excavaciones hallaron múltiples restos de animales así como herramientas de piedra del pueblo toaleano. Además, descubrieron un lugar de sepultura en el que, tras tres días de excavación, encontraron restos humanos de un individuo. Este significó el descubrimiento por primera vez de restos humanos pertenecientes a la cultura toaleana. Por falta de financiación, las excavaciones se detuvieron y no se pudieron retomar hasta el año 2017.
El equipo de investigación de Duli, en colaboración con un equipo internacional de paleontólogos dirigido por Adam Brumm de la Universidad Griffith, Australia, realizó una excavación exhaustiva y, en 2019, descubrió huesos parcialmente intactos del oído interno de los restos humanos. Del polvo de hueso se obtuvo suficiente muestra de ADN para el análisis genético. Fue un hallazgo afortunado porque, como explicó Brumm, "los trópicos húmedos son muy implacables con la preservación del ADN en huesos y dientes humanos antiguos". Con la ayuda de la genetista Selina Carlhoff del Instituto Max Planck, Alemania, se realizó un análisis de ADN que mostró que pertenecía a una joven cazadora-recolectora que tenía entre 17 y 18 años en el momento de su muerte. El estudio publicado en la edición de agosto de 2021 de Nature, se convirtió en el primer ADN antiguo de cualquier ser humano en el sudeste asiático en ser secuenciado.

### Nombre
Después del descubrimiento inicial en 2015, los investigadores de la Universidad de Hasanuddin le dieron el nombre Bessé'. El nombre es utilizado por el pueblo bugis que vive en el sur de Célebes como un nombre cariñoso para sus niñas recién nacidas. Los investigadores lo eligieron para los restos de la mujer prehistórica, que hasta el momento sigue siendo el único individuo conocido del pueblo toaleano, como un homenaje a su pueblo y descubrimiento.

## Características del entierro
Bessé' fue enterrada en posición fetal y parcialmente cubierta por grandes piedras . El estilo de entierro típico también proporcionó un ejemplo de la evolución humana moderna y el desarrollo cultural en el sudeste asiático. El entierro de Bessé con las piernas fuertemente flexionadas hacia el pecho era una práctica tradicional, y el uso de piedras para cubrir los cadáveres son marcas de rituales cuidadosos en muchas culturas prehistóricas de la región. .

El cráneo de Bessé.

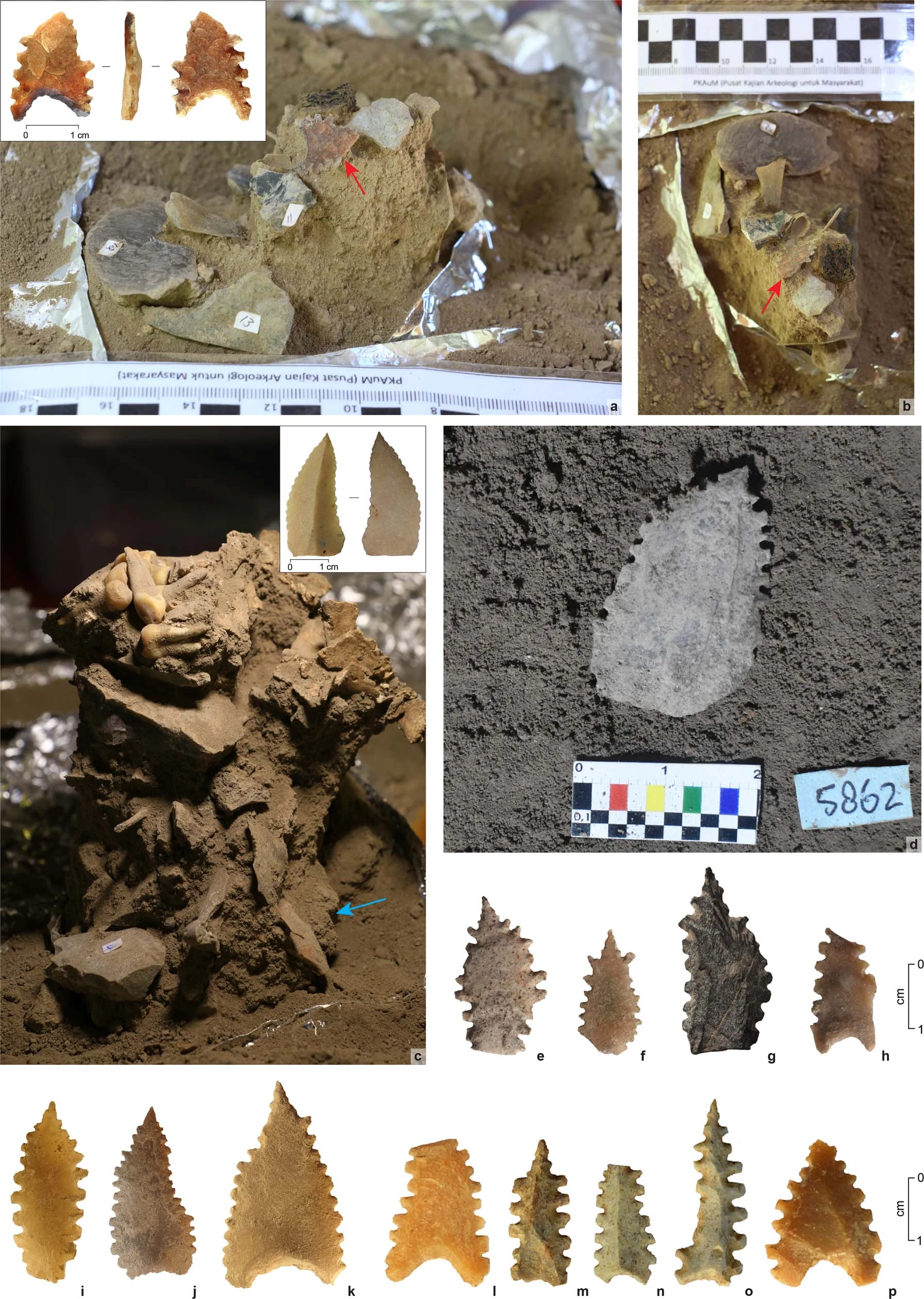
Herramientas de piedra en la tumba de Bessé.

No se hallaron signos evidentes de lesiones o infecciones que dejen huella en los huesos, por lo que se desconoce la causa de la muerte de Bessé' . Enterrado junto a su cuerpo se encontraron herramientas de piedra (incluidas flechas de piedra conocidas como puntas de Maros) y ocre rojo, así como los huesos de animales cazados. El cráneo ya estaba aplastado y fue recuperado en fragmentos. Datando por carbono 14 una semilla de Canarium indicum   encontrada en su tumba, se estimó que murió hace entre 7.300 y 7.200 años.

## Análisis genético
Se recogieron muestras de ADN de la parte petrosa del hueso temporal (oído interno) de Bessé'. Fue la primera muestra de ADN de humanos prehistóricos en el sudeste asiático, y proporcionó el primer estudio genético directo del pueblo toaleano. El análisis genómico muestra que Bessé pertenecía a una población con una composición ancestral previamente desconocida. Ella comparte aproximadamente la mitad de su composición genética con los australianos indígenas actuales y la gente de Nueva Guinea y el Pacífico occidental, junto con un linaje humano divergente previamente desconocido que se ramificó hace aproximadamente 37.000 años (después de los linajes relacionados con Onge y Hòabìnhian ). incluyendo ADN sustancial (alrededor del 2,2%) heredado de los humanos ahora extintos denisovanos .

### Implicación en la migración humana
La edad y el análisis de ADN de Bessé' indican que pertenecía a un grupo cuyos antepasados emigraron desde el continente asiático hacia el sur, convirtiéndose así en antepasados de los habitantes originales de las islas de Wallacea (desde Célebes hasta Australia y Nueva Guinea). Bessé' es genéticamente distinta de los humanos modernos de la región y de cualquier otro humano prehistórico conocido y está más estrechamente relacionada (genéticamente) con los aborígenes australianos y los neoguineanos. Un rastro de su linaje genético con personas en el este de Asia proporciona evidencia de un nuevo patrón de ruta de migración nunca antes conocido en el sudeste asiático.
La investigación histórica sitúa la primera colonización humana de Wallacea hace unos 3.000 a 4.000 años. Las evidencias genéticas normalmente dan la primera migración humana a través del sudeste asiático (desde Wallacea hasta entonces un supercontinente llamado Sahul ) hace unos 55.000 años, la estimación más antigua es de 65.000 años. Esto implica que la migración humana a Wallacea debe haber sido mucho antes; pero aún faltan evidencias directas.
Bessé' a los 7.200 años es una variación importante de las evidencias establecidas de la ocupación de Wallacea, lo que indica que hubo personas que se mudaron allí antes de cualquiera de las migraciones conocidas anteriormente. Además, amplia el rango temporal de la cultura toaleana, que generalmente se considera que prevaleció entre hace 2.000 y 7.000 años. Su vínculo genético con los pueblos del este de Asia indica que la migración hacia el este podría haber tenido lugar hace 50.000 años desde Célebes. También sugiere que los humanos modernos y los denisovanos se encontraron y se cruzaron en Wallacea, y posiblemente en Célebes.